# Rhus terebinthifolia
Rhus terebinthifolia là một loài thực vật có hoa trong họ Đào lộn hột. Loài này được Schltdl. & Cham. miêu tả khoa học đầu tiên năm 1830.